# Almaty (provins)

Lägeskarta

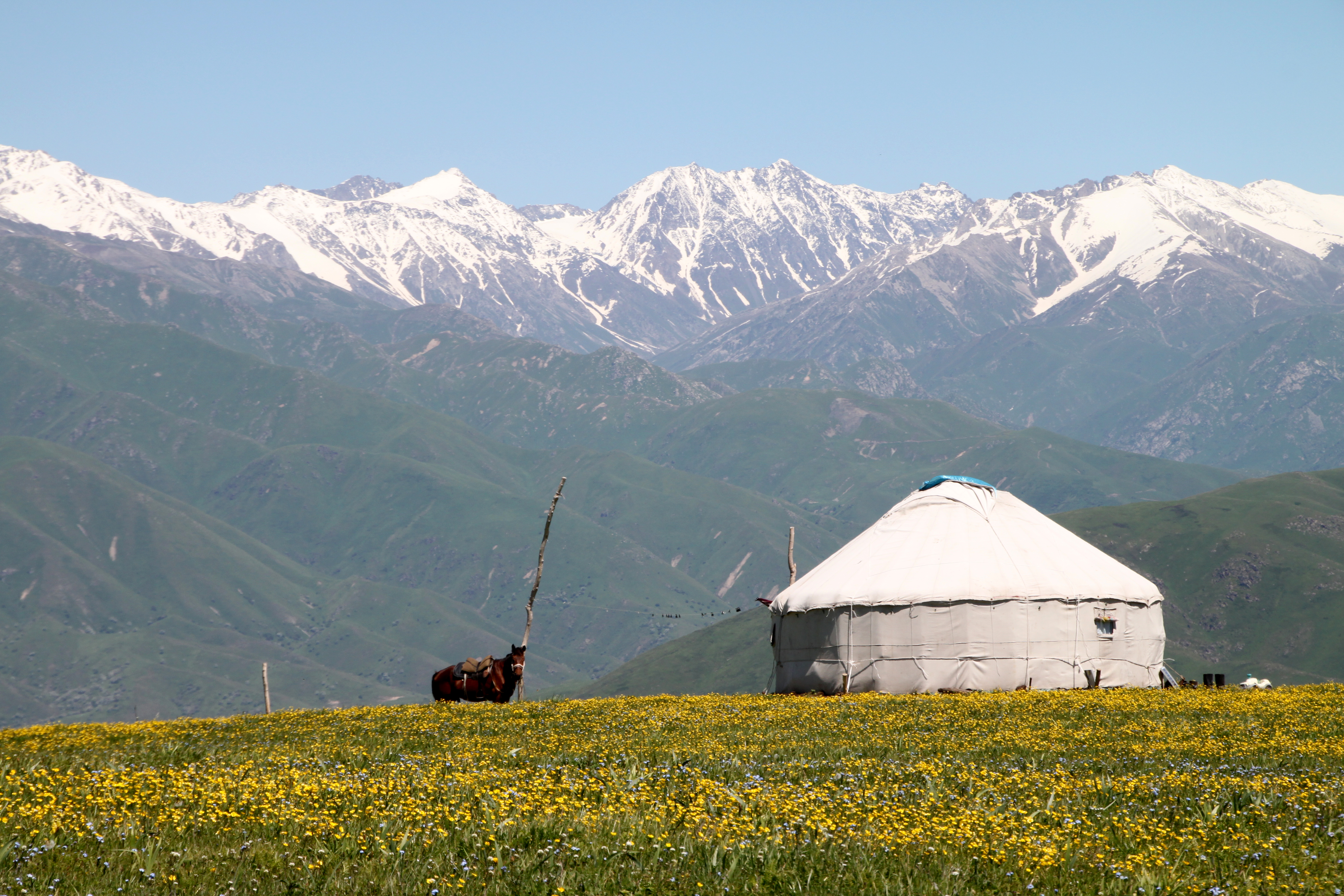
Jurta i bergen vid Tekeli

Almaty (kazakiska: Алматы облысы; ryska: Алматинская область) är en provins i sydöstra Kazakstan. Den har en yta på 224 200 km² och 1 559 522 invånare enligt folkräkningen 1999, uppskattningsvis 1 510 100 år 2005. Provinsen har fått sitt namn efter staden Almaty, men staden utgör numer en egen administrativ enhet på provinsiell nivå, och provinsens administrativa centrum och huvudort är Taldikorgjan  (även provinsen kallas därför stundom Taldyqorghan), som har 98 000 invånare. Det är Kazakstans femte största provins. Provinsen ligger tidsmässigt 6 timmar öst om GMT.